# Joachim von Heydebreck
Joachim von Heydebreck (6 de outubro de 1861 – 12 de novembro de 1914) foi um oficial militar alemão que nasceu em Schwedt e cresceu em Zützen. Ele era filho do tenente-general prussiano Henning von Heydebreck (1828–1904) e de sua esposa Anna von Colmar (1837–1879).
Heydebreck era membro do Regimento de Granadeiros Prinz Karl e, em 1893, foi enviado para servir na África colonial alemã do sudoeste. Ele estava no comando de uma divisão de artilharia durante a Guerra Namibio-Alemã e, em 1911, tornou-se comandante da Schutztruppe. Durante os primeiros estágios da Primeira Guerra Mundial, depois de liderar as forças alemãs ao sucesso na Batalha de Sandfontein, ele morreu devido a uma explosão acidental de uma granada de fuzil em Kalkfontein-Süd. Heydebreck foi sucedido como comandante da Schutztruppe por Victor Franke.